# Эдесий (презид)
Эдесий (лат. Aedesius) — римский политический деятель середины IV века.
О биографии Эдесия сохранилось мало сведений. Известно, что в эпоху правления императора Юлиана II Отступника, примерно между 361 и 363 годом, Эдесий занимал должность презида Островов — провинции, включавшей в себя острова, расположенные между Малой Азией и Грецией. Известно, что в это время он построил храм Геры на Самосе.